# Josef Parnas
Josef Parnas (født 24. april 1950) er en professor i psykiatri på Københavns Universitet samt overlæge ved Hvidovre Hospitals psykiatriske afdeling. Parnas blev cand.med. i 1974 og dr.med. i 1986 ved Københavs Universitet. I de senere år har han været medstifter og seniorforsker ved Danmarks Grundforskningsfondens Center for Subjektivitetsforskning ved Københavns Universitet.
Parnas er igennem mange år engageret i skizofreniforskning mhp. risikofaktorer, sygdomsudviklingsmønstre, genetiske forhold og neuropsykologiske forhold. I de senere år har Parnas været særlig aktiv i psykopatologisk forskning med anvendelse af fænomenologiske og andre filosofiske ressourcer.
Parnas har ca. 150 originale internationale publikationer, er medforfatter og medredaktør på adskillige psykiatriske og filosofiske monografier.
Samarbejdsnetværk omfatter flere amerikanske og europæiske universiteter. 